# 劉子羽 (南朝宋)
劉子羽（りゅう しう、458年 - 459年）は、南朝宋の皇族。斉敬王。孝武帝劉駿の十四男。字は孝英。

## 経歴
大明2年（458年）、孝武帝と殷淑儀のあいだの子として生まれた。大明3年（459年）、死去。斉王に追封され、敬と追諡された。

## 伝記資料
- 『宋書』巻80 列伝第40
- 『南史』巻14 列伝第4